# نیکلاس دکیوس
نیکلاس دکیوس (آلمانی: Nikolaus Decius؛ ‏ حوالی ۱۴۸۵–۲۱ مارس ۱۵۴۲ میلادی، یا به یک احتمال دیگر ۱۵۴۶ میلادی) راهب، نویسنده سرودهای روحانی و آهنگساز اهل آلمان بود.
وی احتمالاً در هوف در فرانکن علیا و حوالی سال ۱۴۸۵ به دنیا آمد. او در دانشگاه لایپزیگ تحصیل کرد و مدرک فوق لیسانس خود را نیز از دانشگاه ویتنبرگ دریافت داشت و از سال ۱۵۲۳ یک راهب شد. اگرچه وی یک راهب بود، اما از طرفداران اصلاحات پروتستانی و از شاگردان مارتین لوتر بود. او در ژوئیهٔ ۱۵۲۲ استاد مدارس سنت کاترین و اگیدین در براونشوایگ شد. سپس از سال ۱۵۲۶ موعظه‌گر و سرانجام از سال ۱۹۳۵ شبان سنت نیکلاس شد و در مارس ۱۹۴۱ پس از یک مسمومیت مشکوک درگذشت.
نیکلاس دکیوس سرایندهٔ ای بره پروردگار، بی‌گناه است که از قرن ۱۳ میلادی در مراسم مذهبی اجرا می‌شد و نخستین نسخه چاپی آن در سال ۱۵۴۲ در کتاب «منظومات کلیسای مسیحی» منتشر شد. یوهان سباستیان باخ از این سروده به عنوان یک کانتوس فیرموس در انجیل به روایت متی استفاده کرد. این سرودۀ مذهبی در قرن ۱۹ توسط آرتور توزر راسل به زبان انگلیسی ترجمه شد.